# مالکی ستانچووتسی
مالکی ستانچووتسی (به بلغاری: Malki Stanchovtsi) یک منطقهٔ مسکونی در بلغارستان است که در تریاونا واقع شده‌است.